# Cratere Ma'aruf
Ma’aruf è un cratere sulla superficie di Encelado.